# Diploderma vela
Diploderma vela — вид ігуаноподібних ящірок родини агамових (Agamidae). Ендемік Китаю. Описаний у 2015 році.

## Поширення і екологія
Diploderma vela мешкають в долині Меконгу на сході Тибету та на північному заході Юньнаню. Вони живуть в сухих гірських долинах, серед чагарникових заростей, каміння і скель. Зустрічаються на висоті від 2370 до 3400 м над рівнем моря.